# Kéran de Lampron
 (janvier 2025).
 (janvier 2025).
 (janvier 2025).
La mise en forme du texte ne suit pas les recommandations de Wikipédia : il faut le « wikifier ».
Les points d'amélioration suivants sont les cas les plus fréquents. Le détail des points à revoir est peut-être précisé sur la page de discussion.
- Les titres sont pré-formatés par le logiciel. Ils ne sont ni en capitales, ni en gras.
- Le texte ne doit pas être écrit en capitales (les noms de famille non plus), ni en gras, ni en italique, ni en « petit »…
- Le gras n'est utilisé que pour surligner le titre de l'article dans l'introduction, une seule fois.
- L'italique est rarement utilisé : mots en langue étrangère, titres d'œuvres, noms de bateaux, etc.
- Les citations ne sont pas en italique mais en corps de texte normal. Elles sont entourées par des guillemets français : « et ».
- Les listes à puces sont à éviter, des paragraphes rédigés étant largement préférés. Les tableaux sont à réserver à la présentation de données structurées (résultats, etc.).
- Les appels de note de bas de page (petits chiffres en exposant, introduits par l'outil «  Source ») sont à placer entre la fin de phrase et le point final[comme ça].
- Les liens internes (vers d'autres articles de Wikipédia) sont à choisir avec parcimonie. Créez des liens vers des articles approfondissant le sujet. Les termes génériques sans rapport avec le sujet sont à éviter, ainsi que les répétitions de liens vers un même terme.
- Les liens externes sont à placer uniquement dans une section « Liens externes », à la fin de l'article. Ces liens sont à choisir avec parcimonie suivant les règles définies. Si un lien sert de source à l'article, son insertion dans le texte est à faire par les notes de bas de page.
- La présentation des références doit suivre les conventions bibliographiques. Il est recommandé d'utiliser les modèles {{Ouvrage}}, {{Chapitre}}, {{Article}}, {{Lien web}} et/ou {{Bibliographie}}. Le mode d'édition visuel peut mettre en forme automatiquement les références.
- Insérer une infobox (cadre d'informations à droite) n'est pas obligatoire pour parachever la mise en page.

Pour une aide détaillée, merci de consulter Aide:Wikification.
Si vous pensez que ces points ont été résolus, vous pouvez retirer ce bandeau et améliorer la mise en forme d'un autre article.
Kéran de Lampron est une reine consort d'Arménie.

## Biographie
Kéran de Lampron (en arménien : Կեռան), née avant 1262 et décédée le 28 juillet 1285, fut une figure emblématique de la royauté arménienne par son mariage avec Léon II, roi d'Arménie. Issue de la prestigieuse maison de Lampron, elle joua un rôle important dans l'histoire du royaume arménien.
Fille du prince Héthoum de Lampron et Stéphanie de Barbaron , Kéran grandit dans un environnement où les cultures arménienne et occidentale se rencontraient. Elle avait au moins trois frères et sœurs : Marianne, Alix — qui épousa Balian d'Ibelin, sénéchal de Chypre — et Raymond-Roupen d'Antioche.
Avant le 15 janvier 1262, elle épousa le prince Léon, fils aîné et héritier du roi Héthoum Ier. Ce dernier abdiqua en 1270 au profit de son fils, faisant de Kéran la reine consort d'Arménie. Née sous le nom d'Anna, elle fut désormais connue sous le nom de Kir-Anna (« Dame Anna »), qui fut plus tard abrégé en Kéran.

## Portrait et influence
Les contemporains de Kéran lui attribuèrent de nombreuses qualités. Son fils Héthoum II la décrivit comme ayant « une âme merveilleuse et un corps magnifique ». Le chroniqueur Avetis loua sa fidélité et son soutien indéfectible envers son époux, tant dans l'adversité que dans la joie.
Après la naissance de son dernier enfant, Kéran choisit de se retirer de la vie publique pour embrasser la vie monastique. Elle entra au monastère de Trazarg sous le nom de Théophania, probablement accompagnée de sa sœur Marianne. Elle y mourut le 28 juillet 1285 et fut inhumée dans le monastère.

## Descendance
Kéran et le roi Léon II eurent seize enfants, dont plusieurs devinrent plus tard rois

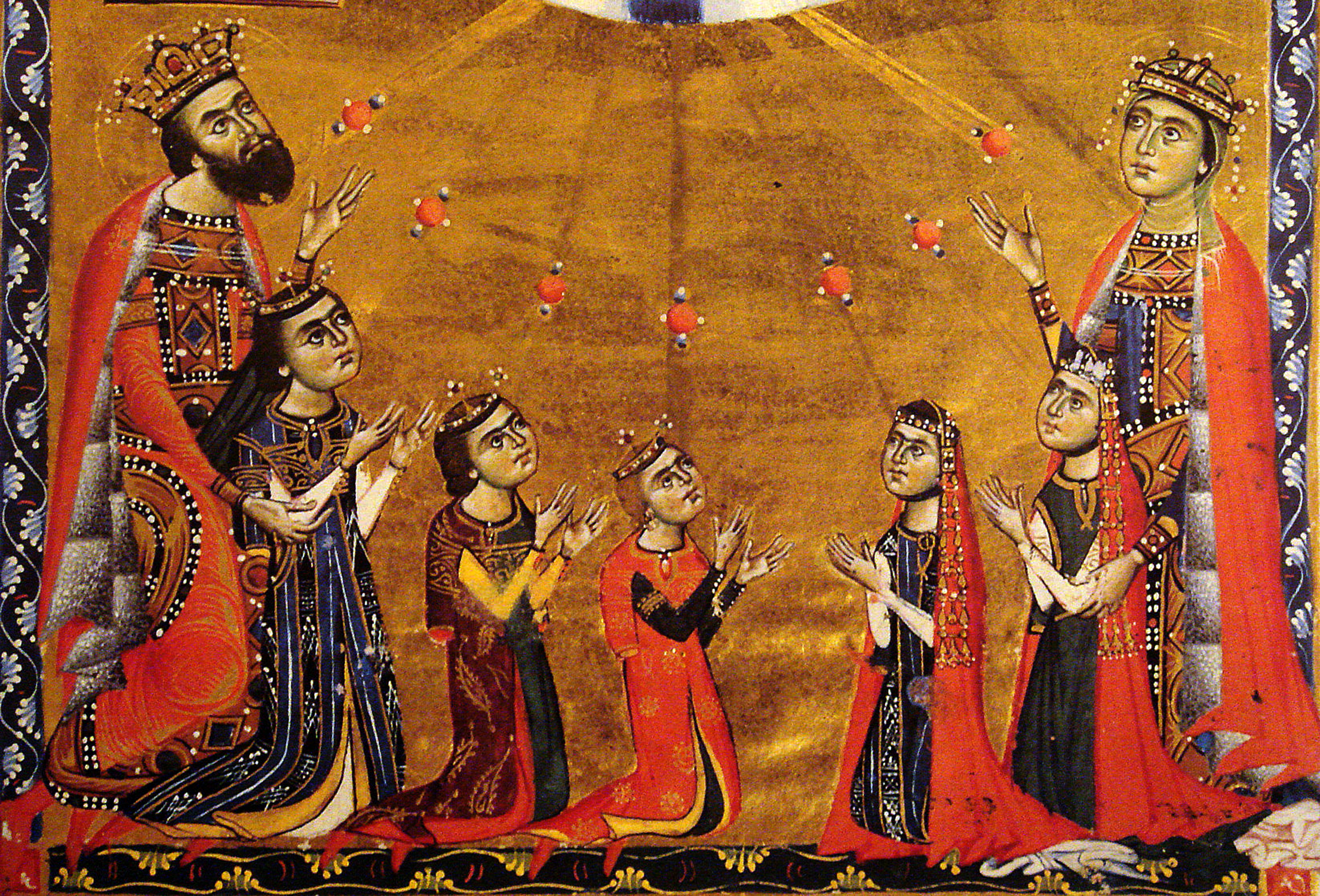
Léon II, reine de kéran, et leurs cinq enfants, 1272.

1. Fils inconnu  (1262/1263 - † décédé en bas âge)
2. Constantin (juin 1265 -  † décédé en bas âge)
3. Fimi (Euphémie) (1266 -  † décédé en bas âge)
4. Héthoum II (1267 - 1307), roi d'Arménie (1289-1293, 1294-1297, 1299-1307)
5. Isabelle (Zabel) (1269/1270 - avant 1273)
6. Thoros III (1270 - 1298), roi d'Arménie (1293-1298)
7. Rouben (1272/1273 -  † décédé en bas âge)
8. Isabelle (Zabel) (1273/1274 - avant 1276)
9. Sempad (1276/1277 - 1310/1311), roi d'Arménie (1297-1299)
10. Isabelle (Zabel) (1276/1277 - 1323), mariée à Amaury II de Lusignan, seigneur de Tyr
11. Constantin  (1277/1278 - après 1308), roi d'Arménie (1299)
12. Rita (Maria) (1278/1279 - 1333), mariée à Michel IX Paléologue, co-empereur byzantin
13. Théophanu (Théodora) (1278/1279 - 1296)  Jumelle de Rita ; renommée Théodora lors de ses fiançailles; elle est morte en route pour épouser Théodore, fils de Jean Ier Doukas, seigneur de Thessalie
14. Nerses (1279/1280 - 1301), prêtre
15. Oshin (1283/1284 - 1320), roi d'Arménie (1308-1320)
16. Alinakh (1283/1284 - 1322), jumeau de Oshin, seigneur de Lampron et de Tarse[2]